# 政令指定都市市長一覧
政令指定都市市長一覧（せいれいしていとししちょういちらん）は、日本の政令指定都市の現職市長の一覧。
2025年（令和7年）5月26日時点で、日本の政令指定都市は20を数え、市長は男性が19名、女性が1名である。

## 政令指定都市市長の一覧
2025年時点での政令指定都市の現職市長は、全員が大学卒業あるいはそれ以上の学歴を有している｡
《表の説明》「就任日と任期満了日」欄では、就任年月日を任期ごとに記載し、日付の前に〈1〉〈3〉などと何期目の就任かを書き添える。任期満了日は、"examples" の "e" を「任期満了」の略号としたうえで〈e〉を日付の前に書き添えることによって表すが、来るべきもののみを記載し、過去のものは記載しない。任期を満了することなく退任もしくは辞任した場合は、脚注でもって注釈する。
| 市         | 肖像 | 氏名        | 齢 | 就任日と任期満了日 | 出身高校                                   | 出身大学等                                                                   | 主な職歴                                     |
| ---------- | ---- | ----------- | -- | --- | ------------------------------------------ | ---------------------------------------------------------------------------- | -------------------------------------------- |
| 札幌市     |      | 秋元 克広   | 69 | 〈1〉2015年（平成27年）5月2日 〈2〉2019年（令和元年）5月2日 〈3〉2023年（令和5年）5月2日 〈e〉2027年（令和9年）5月1日                                                                   | 北海道夕張北高等学校                       | 北海道大学法学部                                                             | 札幌市副市長                                 |
| 仙台市     |      | 郡 和子     | 68 | 〈1〉2017年（平成29年）8月22日 〈2〉2021年（令和3年）8月22日 〈e〉2025年（令和7年）8月21日                                                                                              | 宮城県第二女子高等学校                     | 東北学院大学経済学部                                                         | 東北放送報道制作局部長、衆議院議員           |
| さいたま市 |      | 清水 勇人   | 63 | 〈1〉2009年（平成21年）5月27日 〈2〉2013年（平成25年）5月27日 〈3〉2017年（平成29年）5月27日 〈4〉2021年（令和3年）5月27日 〈5〉2025年（令和7年）5月27日 〈e〉2029年（令和11年）5月26日 | 明治学院東村山高等学校                     | 日本大学法学部                                                               | 埼玉県議会議員                               |
| 千葉市     |      | 神谷 俊一   | 51 | 〈1〉2021年（令和3年）3月22日 〈2〉2025年（令和7年）3月21日 〈e〉2029年（令和11年）3月20日                                                                                              | 愛知県立半田高等学校                       | 東京大学経済学部                                                             | 佐賀市副市長、千葉市副市長                   |
| 横浜市     |      | 山中 竹春   | 52 | 〈1〉2021年（令和3年）8月30日 〈e〉2025年（令和7年）8月29日 | 早稲田大学本庄高等学院                     | 早稲田大学政治経済学部 早稲田大学理工学部数学科 早稲田大学大学院理工学研究科 | 横浜市立大学医学部教授                       |
| 川崎市     |      | 福田 紀彦   | 53 | 〈1〉2013年（平成25年）11月19日 〈2〉2017年（平成29年）11月19日 〈3〉2021年（令和3年）11月19日 〈e〉2025年（令和7年）11月18日                                                           | 米国アトランタマッキントッシュハイスクール | 米国ファーマン大学政治学                                                     | 神奈川県議会議員                             |
| 相模原市   |      | 本村 賢太郎 | 55 | 〈1〉2019年（平成31年）4月22日 〈2〉2023年（令和5年）4月22日 〈e〉2027年（令和9年）4月21日                                                                                              | 神奈川県立麻溝台高等学校                   | 青山学院大学経済学部二部                                                     | 神奈川県議会議員、衆議院議員                 |
| 新潟市     |      | 中原 八一   | 66 | 〈1〉2018年（平成30年）11月18日 〈2〉2022年（令和4年）11月18日 〈e〉2026年（令和8年）11月17日                                                                                           | 新潟県立新潟西高等学校                     | 明治大学政治経済学部                                                         | 参議院議員                                   |
| 静岡市     |      | 難波 喬司   | 68 | 〈1〉2023年（令和5年）4月13日 〈e〉2027年（令和9年）4月12日 | 岡山県立岡山大安寺高等学校                 | 名古屋大学大学院工学研究科                                                   | 静岡県副知事、静岡県理事                     |
| 浜松市     |      | 中野 祐介   | 55 | 〈1〉2023年（令和5年）5月1日 〈e〉2027年（令和9年）4月30日 | 静岡県立浜松北高等学校                     | 東京大学経済学部                                                             | 北海道副知事                                 |
| 名古屋市   |      | 広沢 一郎   | 61 | 〈1〉2024年（令和6年）11月25日 〈e〉2028年（令和10年）11月23日 | 愛知県立瑞陵高等学校                       | 慶應義塾大学経済学部                                                         | キングソフト代表取締役                       |
| 京都市     |      | 松井 孝治   | 65 | 〈1〉2024年（令和6年）2月25日 〈e〉2028年（令和10年）2月24日 | 洛星高等学校                               | 東京大学教養学部 ノースウェスタン大学ケロッグ経営大学院                      | 参議院議員、内閣官房副長官、慶應義塾大学教授 |
| 大阪市     |      | 横山 英幸   | 44 | 〈1〉2023年（令和5年）4月10日 〈e〉2027年（令和9年）4月8日 | 香川県立丸亀高等学校                       | 関西学院大学経済学部                                                         | 大阪府職員                                   |
| 堺市       |      | 永藤 英機   | 48 | 〈1〉2019年（令和元年）6月10日 〈2〉2023年（令和5年）6月9日 〈e〉2027年（令和9年）6月8日                                                                                                | 兵庫県立加古川西高等学校                   | 大阪府立大学経済学部経済学科                                                 | 大阪府議会議員                               |
| 神戸市     |      | 久元 喜造   | 71 | 〈1〉2013年（平成25年）11月20日 〈2〉2017年（平成29年）11月20日 〈3〉2021年（令和3年）11月20日 〈e〉2025年（令和7年）11月19日                                                           | 灘高等学校                                 | 東京大学法学部                                                               | 神戸市副市長、総務省自治行政局長             |
| 岡山市     |      | 大森 雅夫   | 71 | 〈1〉2013年（平成25年）10月9日 〈2〉2017年（平成29年）10月9日 〈3〉2021年（令和3年）10月9日 〈e〉2025年（令和7年）10月8日                                                               | 岡山県立岡山操山高等学校                   | 東京大学法学部                                                               | 国土交通省国土政策局長                       |
| 広島市     |      | 松井 一實   | 72 | 〈1〉2011年（平成23年）4月10日 〈2〉2015年（平成27年）4月13日 〈3〉2019年（平成31年）4月12日 〈4〉2023年（令和5年）4月12日 〈e〉2027年（令和9年）4月11日                                | 広島市立基町高等学校                       | 京都大学法学部                                                               | 中央労働委員会事務局長                       |
| 北九州市   |      | 武内 和久   | 54 | 〈1〉2023年（令和5年）2月20日 〈e〉2027年（令和9年）2月19日 | 久留米大学附設高等学校                     | 東京大学法学部                                                               | 厚生労働省参与                               |
| 福岡市     |      | 高島 宗一郎 | 50 | 〈1〉2010年（平成22年）12月7日 〈2〉2014年（平成26年）12月7日 〈3〉2018年（平成30年）12月7日 〈4〉2022年（令和4年）12月7日 〈e〉2026年（令和8年）12月6日                                | 大分県立大分舞鶴高等学校                   | 獨協大学法学部                                                               | 九州朝日放送アナウンサー                     |
| 熊本市     |      | 大西 一史   | 57 | 〈1〉2014年（平成26年）12月3日 〈2〉2018年（平成30年）12月3日 〈3〉2022年（令和4年）12月3日 〈e〉2026年（令和8年）12月2日                                                               | 熊本県立熊本北高等学校                     | 日本大学文理学部 九州大学大学院法学府                                        | 熊本県議会議員                               |

## 記録的情報
政令指定都市の現職市長について、特筆性の高い事柄を記載する。
- 最年長の現職市長

広島市長 松井一實 - 1953年（昭和28年）1月8日生まれ（72歳）。
- 最年少の現職市長

大阪市長 横山英幸 - 1981年（昭和56年）5月13日生まれ（44歳）。
- 任期の最も長い現職市長

さいたま市長 清水勇人 - 2009年（平成21年）5月27日初就任で、現在5期目。